# Hanzawitschy
Hanzawitschy (belarussisch Ганцавічы, Łacinka Hancavič; russisch Ганцевичи Ganzewitschi) ist eine Kleinstadt in Belarus. 2015 betrug die Einwohnerzahl 14.043.

## Lage
Hanzawitschy liegt in der historischen Landschaft Polesien rund 57 km südsüdöstlich von Baranawitschy an der Zna, einem Zufluss des Prypjat, im Osten der Breszkaja Woblasz und ist der Hauptort des Rajons Hanzawitschy. Durch den Ort führt die Bahnstrecke von Baranawitschy nach Sarny in der Ukraine.

## Geschichte
Die Stadt entwickelte sich aus einem Dorf im Ujesd von Sluzk um den Bahnhof herum und ist seit 1898 eine selbstständige Gemeinde. Von 1921 bis 1939 war Hanzawitschy (unter der Bezeichnung Hancewicze) ein Teil Polens; anschließend wurde es von der Sowjetunion annektiert und in die Weißrussische SSR eingegliedert. 1941 wurde die Stadt vom Deutschen Reich besetzt. Im Zuge der als "Partisanenbekämpfung" getarnten Ermordung der jüdischen Bevölkerung, erschossen am 11. August 1941 Einheiten des 1. SS-Kavallerie-Regiments unter SS-Sturmbannführer Gustav Lombard 2500 Juden. Im Juli 1944 wurde der Ort von der Sowjetunion zurückerobert. Seither ist sie Teil der Weißrussischen SSR und nach dem Zerfall der Sowjetunion von Belarus.
In der Nähe der Stadt steht eine Radaranlage des russischen Frühwarnsystems.